# 서호북초등학교
서호북초등학교는 대한민국 전라남도 영암군 서호면 서호로 900 (성재리)에 있었던 초등학교이다.

## 연혁
- 1941년 5월 10일 장천공립국민학교 부설 금강간이학교 개교
- 1944년 3월 31일 서호북공립국민학교 승격
- 1996년 3월 1일 서호북초등학교로 개칭
- 1999년 2월 19일 제50회 졸업(3176명)
- 1999년 9월 1일 장천초등학교로 통합